# Listrognathus turkestanicus
Listrognathus turkestanicus är en stekelart som beskrevs av Szepligeti 1916. Listrognathus turkestanicus ingår i släktet Listrognathus och familjen brokparasitsteklar. Inga underarter finns listade i Catalogue of Life.